# Kanton Tréguier
Kanton Tréguier (fr. Canton de Tréguier) je francouzský kanton v departementu Côtes-d'Armor v regionu Bretaň. Tvoří ho 10 obcí.

## Obce kantonu
- Camlez
- Coatréven
- Langoat
- Lanmérin
- Minihy-Tréguier
- Penvénan
- Plougrescant
- Plouguiel
- Tréguier
- Trézény